# Beaufort, Luxemburg (kommun)
Kommunen Beaufort (franska: Commune de Beaufort, luxemburgiska: Gemeng Beefort, tyska: Gemeinde Befort) är en kommun i kantonen Echternach i östra Luxemburg. Kommunen har 3 019 invånare (2022), på en yta av 13,74 km². Den utgörs av huvudorten Beaufort samt orten Dillingen.